# Operazione Pointblank
L'operazione Pointblank venne effettuata durante la seconda guerra mondiale dalla 8ª Air Force (Forza Aerea) di base in Inghilterra e dalla 15ª Air Force di base in Italia insieme  al Bomber Command (comando bombardieri) della RAF per assicurare la superiorità aerea sulle città, le fabbriche e i campi di battaglia nell'Europa occidentale. Questa operazione era un preparativo per lo sbarco in Normandia.

## Presupposti
Durante la conferenza di Casablanca del 1943 gli Alleati avevano messo a punto le linee guida per l'invasione dell'Europa. Prima dell'attacco alle coste francesi era necessario disarticolare l'aviazione germanica, sia nelle unità di volo che nelle infrastrutture di supporto come aeroporti, fabbriche di aerei ed altre infrastrutture. La direttiva esatta era "di imporre pesanti perdite alla forza di caccia diurni tedeschi e di mantenere la forza da caccia tedesca lontano dai teatri russo e del mediterraneo" .